# 喬丹·加文瑞斯
喬丹·詹姆士·加文瑞斯（英語：Jordan James Gavaris，1989年9月25日—）是一位加拿大男演員。著名作品有BBC美國台電視劇《黑色孤兒》。他是他們家三個兄弟中最為年輕的一個。

## 外部連結
- 喬丹·加文瑞斯在互联网电影资料库（IMDb）上的資料（英文）
- Jordan Gavaris的Facebook專頁
- 喬丹·加文瑞斯的X（前Twitter）